# Бойовий ніж

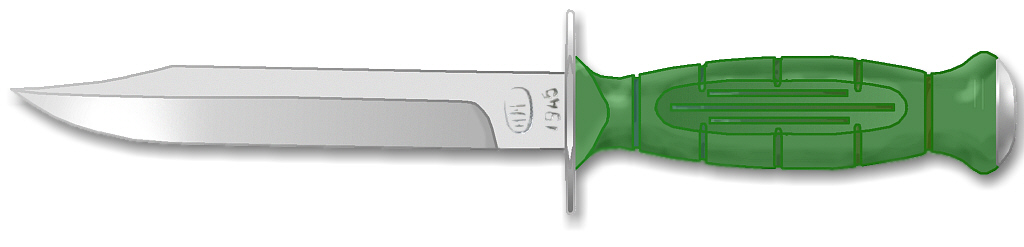
Ніж розвідника

Бойовий ніж — ніж, призначений для поразки живої сили противника в ході бойових дій або спеціальних операцій і офіційно прийнятий на озброєння армією або іншою силовою структурою. Інші ножі відрізняються від них не лише юридичним статусом, а й функціональністю і можуть бути класифіковані як обробні, мисливські, виживання, спеціальні.
За конструкцією бойовий нож — контактна клинкова колюче-ріжуча зброя з коротким однолезовим клинком.

Бойова холодна зброя — військова холодна зброя, що складається на озброєнні державних воєнізованих організацій і призначена для вирішення бойових та оперативно-службових завдань (ГОСТ Р 51215-98 «Зброя холодна. Терміни та визначення»)

При проектуванні та виготовленні бойових ножів враховують їхню пріоритетну функцію — знищення живої сили противника. До бойових ножів також відносять штик-ніж.
Бойові ножі бувають різних конструкцій. Є бойові ножі, розраховані в основному на колючі удари, ножі з одностороннім заточуванням та інші.  У західній термінології іноді окремо виділяють універсальні тактичні ножі (у тому числі і складні), подібне найменування передбачає, у разі потреби, можливість їх застосування як бойові.
Сучасні бойові ножі відрізняються універсальністю — при малій вазі їх заточування дозволяє з легкістю різати мотузки, розкривати консервні банки або стандартні армійські бронежилети.

## Вимога до бойового ножа
Звичайно, у бою можна використовувати практично будь-який ніж, але для максимальної ефективності сучасний бойовий ніж повинен враховувати всі особливості техніки бою з ножем.[3] Тому ідеальний бойовий ніж повинен відповідати наступним вимогам.
- Овальне або яйцеподібне (а не кругле) переріз рукояті, щоб рука відчувала положення леза
- Двостороннє заточування клинка (або хоча б часткове зворотне заточування (полуторне)). Одностороннє заточування значно ускладнює техніку бою, змушуючи весь час розгортати меч у потрібний бік. Ширина клинка повинна бути не менше 30 мм, що забезпечує зменшення кута заточування за рахунок ширини спуску клинка. Це забезпечує підвищення ріжучих властивостей

Листоподібна форма клину (або диференційована заточка) для нанесення ефективних ріжучих ударів. Листоподібна форма клинка дозволяє наносити глибокі та широкі колоті рани і при цьому має чудові ріжучі якості. Поєднання диференційованої (хвилеподібної, нерівномірної ріжучої кромки) та зворотного заточування також наділяють ніж чудовими ріжучими властивостями. Іноді бойові ножі постачають ще й серрейторним заточенням.

## Див також
- НРС-2
- Тесак